# Цзян Чжипэн
Цзян Чжипэн (кит. трад. 姜至鵬; 6 марта 1989 года, Циндао, Китай) — китайский футболист, играющий за клуб «Шэньчжэнь» и за сборную Китая. Играет на позиции защитника.

## Клубная карьера
Начал футбольную карьеру в академии Генбао. В 2006 году перешёл в клуб «Шанхай Теллэйс», за который сыграл 53 матча и забил 6 голов.
В 2011 году перешёл в «Шанхай Шэньсинь». Дебютировал за новый клуб 1 апреля 2014 года в матче против клуба «Ханчжоу Гринтаун». Забил первый гол 24 сентября 2014 года в матче против клуба «Шаньдун Лунэн» на 90-й минуте.
В 2014 году перешёл в клуб «Гуанчжоу Фули». Дебютировал за клуб 9 марта 2014 года в матче против клуба «Тяньцзинь Тэда». Забил первый гол 24 августа 2014 года в матче против клуба «Чанчунь Ятай» на 52-й минуте. В 2017 году был выбран капитаном «Гуанчжоу».
22 февраля 2018 года Цзян перешёл в клуб «Хэбэй Чайна Форчун».

## Международная карьера
Дебютировал за сборную Китая 6 июня 2013 года в товарищеском матче против сборной Узбекистана.

## Статистика
| Сезон           | Клуб            | Дивизион        | Лига  | Лига | Кубок | Кубок | Азия  | Азия | Всего | Всего |
| Сезон           | Клуб            | Дивизион        | Матчи | Голы | Матчи | Голы  | Матчи | Голы | Матчи | Голы  |
| --------------- | --------------- | --------------- | ----- | ---- | ----- | ----- | ----- | ---- | ----- | ----- |
| 2008            | Шанхай Теллэйс  | Первая лига     | 13    | 1    | 0     | 0     | 0     | 0    | 13    | 1     |
| 2009            | Шанхай Теллэйс  | Первая лига     | 21    | 5    | 0     | 0     | 0     | 0    | 21    | 5     |
| 2010            | Шанхай Теллэйс  | Первая лига     | 19    | 0    | 0     | 0     | 0     | 0    | 19    | 0     |
| 2011            | Шанхай Шэньсинь | Суперлига       | 28    | 1    | 2     | 1     | 0     | 0    | 30    | 2     |
| 2012            | Шанхай Шэньсинь | Суперлига       | 28    | 0    | 0     | 0     | 0     | 0    | 28    | 0     |
| 2013            | Шанхай Шэньсинь | Суперлига       | 29    | 0    | 1     | 0     | 0     | 0    | 30    | 0     |
| 2014            | Гуанчжоу Фули   | Суперлига       | 29    | 1    | 2     | 0     | 0     | 0    | 31    | 1     |
| 2015            | Гуанчжоу Фули   | Суперлига       | 25    | 1    | 1     | 0     | 7     | 1    | 33    | 2     |
| Всего в карьере | Всего в карьере | Всего в карьере | 192   | 9    | 6     | 0     | 7     | 1    | 205   | 10    |

## Достижения
Командные
 «Шанхай Теллэйс»
- Вторая лига Китая по футболу : 2007

Индивидуальные
- Сборная Суперлиги Китая : 2016, 2017